# Giovanni Porta
Giovanni Porta (Venècia, 1690 - Múnic, 21 de juny de 1755) fou un compositor italià del Barroc. Fou primer director de la capella del cardenal Ottoboni, després mestre de cor de senyoretes del Conservatori della Pietà i, per acabar, mestre de capella de l'elector de Baviera. Va compondre algunes composicions religioses i nombroses òperes d'escàs mèrit, entre les quals hi ha:
- La constanza combatuta in amore (1716);
- Agrippa (1717);
- L'amor di figlia (1718);
- Teodorica (1720);
- L'amor tiranno (1722);
- Li sforzi d'ambizione e d'amore (1724);
- Antigono tutore di Filippo (1724);
- Marianna (1724);
- Agide, re di Sparta (1725);
- Ulisse (1726);
- Amor e fortuna (1728);
- Nel perdono la vendetta (1728);
- Doriclea repudiata di Creso (1729);
- Numidor (1738);
- Artaserse (1739).